# Étienne Rivoallan
Étienne Rivoallan, né le 17 février 1931 à Bourbriac où il est mort le 11 janvier 1961, est un sonneur de bombarde. Avec Georges Cadoudal, ils formèrent un couple de sonneurs qui participa activement au renouveau de la musique bretonne d'après-guerre. Il a accompagné le cercle celtique de Bourbriac. 

## Biographie
Ébéniste de métier, il s'est par la suite lui-même fait luthier et facteur d'anches.
Il rencontre Cadoudal avec qui il collaborera particulièrement. Georges apprend à Étienne à sonner la bombarde et se spécialise dans la dañs plinn. Tous deux remettent au goût du jour le fest-noz et fondent le bagad Bourbriac en 1953. Ils participent aux championnats des sonneurs qu'ils remportent trois fois (1958, 1959 et 1960). Lors de sessions de collectage, ils participent à la découverte de la chanteuse Marie-Josèphe Bertrand et à l'ascension des frères Morvan en 1958.
En 1957, il accompagne l'organiste Jacques Le Solleu à la bombarde lors du renouveau des fêtes de la Saint-Loup de Guingamp.
Étienne Rivoallan décède dans un accident de la route en janvier 1961.

## Palmarès
Champion des sonneurs, couple bombarde-binioù bras :
- 1958 avec Georges Cadoudal
- 1959 avec Georges Cadoudal
- 1960 avec Georges Cadoudal

## Discographie
- Dérobée du pays de guingamp - polka piked - dans tro plin - dans fisel, Mouez Breiz, 1957
- Étienne Rivoallan et Georges Cadoudal, Sonneurs de Basse-Bretagne, Sonopresse, 1977
- En passant par la Bretagne n°4, Étienne Rivoallan et Georges Cadoudal Sonneurs, Ducretet Thomson
- Airs pour noce bretonne, Ducretet Thomson
- Heloise et Abellard - Gwerz an anon - suite de dans plin, Ducretet Thomson

## Hommages
- Une plaque commémorative « Place Étienne Rivoallan » est apposée près du presbytère de Bourbriac.
- Étienne Riwallan, morceau du groupe Diaouled Ar Menez (1973)
- Alan Stivell affirme « avoir été marqué par l'influence d'Étienne Rivoallan et Georges Cadoudal »[4].